# Запит гудінням
Query by humming (укр. Запит гудінням, скорочено QbH) — система (спосіб) пошуку музики, яка розгалужує оригінальні класифікаційні системи за назвою, виконавцем, композитором та жанром. Зазвичай це стосується пісень чи іншої музики з чітко окремою темою чи мелодією. Система включає в себе мелодію, яку приспів користувач (запит на введення), і порівняння її з існуючою базою даних. Потім система повертає рейтинговий список музики, найближчий до вхідного запиту.
Одним із прикладів цього може бути система із залученням портативного медіаплеєра із вбудованим мікрофоном, що дозволяє пришвидшити пошук медіафайлів.
Стандарт MPEG-7 включає положення щодо пошуку музики QbH.
Приклади систем QBH включають ACRCloud, SoundHound, Musipedia і Tunebot.

## Зовнішні посилання

### Інтернет-демонстрації
- ACRCloud SDK [Архівовано 29 листопада 2020 у Wayback Machine.]
- SoundHound (мобільний додаток) [Архівовано 4 листопада 2020 у Wayback Machine.]
- Система [Архівовано 30 вересня 2020 у Wayback Machine.] QbH від Musipedia
- Дослідницький проект QbH в Нью-Йорку
- Запит гудінням у Sloud Inc, аплет QbH (Active X)
- MaART на Sourceforge
- Tunebot у Північно-Західному університеті [Архівовано 21 листопада 2016 у Wayback Machine.]

### Загальна інформація та статті
- Comprehensive list of Music Information Retrieval systems (apparently last updated ca 2003)
- Запит гудінням - пошук музичної інформації в [Архівовано 23 вересня 2017 у Wayback Machine.] аудіобазі даних [Архівовано 23 вересня 2017 у Wayback Machine.], робота Асіфа Гіаса, Джонатана Логана, Девіда Чемберліна, Брайана С. Сміта; ACM Multimedia 1995
- Презентація опитування QBH Євгена Вайнштейна, 2006 [Архівовано 26 травня 2011 у Wayback Machine.]
- Нова Зеландія Цифрова бібліотека MELody inDEX [Архівовано 28 серпня 2020 у Wayback Machine.], стаття Роджера Дж. Макнаба, Ллойда А. Сміта, Девіда Бейнбріджа та Ієна Х. Віттена; Журнал D-Lib 1997
- Назвіть цю мелодію: Пілотне дослідження з пошуку мелодії із співаного запиту [Архівовано 17 серпня 2017 у Wayback Machine.], стаття Брайана Пардо, Йони Шифріна та Вільяма Бірмінгема, Журнал Американського товариства інформаційних наук та технологій, вип. 55 (4), с. 283-300, 2004